# عصر جدید (آلبوم آی‌یو)
عصر جدید (انگلیسی: Modern Times) سومین آلبوم استودیویی خواننده و ترانه‌پرداز اهل کره جنوبی، آی‌یو است. این آلبوم در ۸ اکتبر ۲۰۱۳ توسط لئون انترتینمنت تحت عنوان لئون تری منتشر شد. این آلبوم نخستین فول آلبوم آی‌یو پس از آخرین فانتزی (۲۰۱۱) است و آرتیست‌های مختلفی در این آلبوم همکاری داشتند. عصر جدید شامل سیزده قطعه از جمله تک‌آهنگ قرار گرفته در جایگاه شماره یک جدول، «کفش‌های قرمز» است.

## جدول‌ها
| جدول (۲۰۱۳)                           | بهترین جایگاه |
| ------------------------------------- | ------------- |
| آلبوم‌های کره جنوبی (گائون)            | ۱             |
| آلبوم‌های ژاپنی (اوریکون)              | ۶۹            |
| آلبوم‌های جهانی ایالات متحده (بیلبورد) | ۴             |

| جدول (اکتبر ۲۰۱۳)          | بهترین جایگاه |
| -------------------------- | ------------- |
| آلبوم‌های کره جنوبی (گائون) | ۳             |

| جدول (۲۰۱۳)                | موقعیت |
| -------------------------- | ------ |
| آلبوم‌های کره جنوبی (گائون) | ۴۵     |

## تاریخچه انتشار
| منطقه     | تاریخ                   | فرمت              | نسخه                       | ناشر       | منابع  |
| --------- | ----------------------- | ----------------- | -------------------------- | ---------- | ------ |
| مختلف     | ۸ اکتبر ۲۰۱۳            | دانلود دیجیتال    |                            | لئون تری   | [ ۹ ]  |
| کره جنوبی | ۸ اکتبر ۲۰۱۳            | سی‌دی              | نسخه استاندارد             | لئون تری   |        |
| هنگ کنگ   | ۹ اکتبر ۲۰۱۳            | سی‌دی              | نسخه استاندارد             | پرزنت مدیا | [ ۱۰ ] |
| ژاپن      | ۹ اکتبر ۲۰۱۳            | سی‌دی، سی‌دی+دی‌وی‌دی | نسخه استاندارد، نسخه محدود | لئون تری   | [ ۱۱ ] |
| کره جنوبی | ۱۰ اکتبر ۲۰۱۳           | سی‌دی+دی‌وی‌دی       | نسخه محدود                 | لئون تری   |        |
| هنگ کنگ   | ۱۱ اکتبر ۲۰۱۳           | سی‌دی+دی‌وی‌دی       | نسخه محدود                 | پرزنت مدیا | [ ۱۲ ] |
| مختلف     | ۲۰ دسامبر ۲۰۱۳ (ری‌پکیج) | دانلود دیجیتال    | نسخه محدود                 | لئون تری   | [ ۱۳ ] |
| کره جنوبی | ۲۰ دسامبر ۲۰۱۳ (ری‌پکیج) | سی‌دی+دی‌وی‌دی       | نسخه محدود                 | لئون تری   |        |